# Rafaela Porras y Ayllón

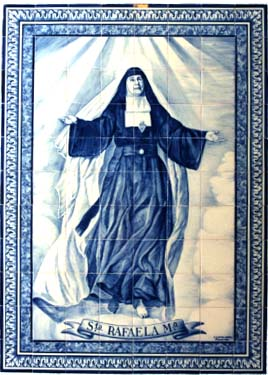
Hl. Rafaela Porras y Ayllón

Rafaela Porras y Ayllón, Ordensname Rafaela Maria des Herzens Jesu (* 1. März 1850 in Pedro Abad, Spanien; † 6. Januar 1925 in Rom, Italien) war eine spanische Ordensschwester und Gründerin der Dienerinnen des Heiligsten Herzens Jesu A.C.I. (es.: Esclavas del Sagrado Corazón de Jesús, it.: Ancelle del Sacro Cuore di Gesú). Sie wurde 1977 von der katholischen Kirche heiliggesprochen.

## Leben
Rafaela Porras y Aylón entstammte einer gutbürgerlichen Familie. Früh fühlte sie sich zum geistlichen Leben berufen. Im Jahr 1874 zog sie in ein Klarissenkloster ein, um über ihre Berufung nachzudenken. Schließlich trat sie in die Kongregation der Hermanas reparatrices de María (lat.: Institutum a Maria Reparatrice) in Sevilla ein, eine junge französische Gründung der seligen Emilie d'Oultremont. Am 4. Juni 1874 begann ihr Noviziat und erhielt den Ordensnamen Rafaela Maria des Herzens Jesu. Ein Jahr später wurde Rafaela durch den Bischof von Córdoba zur Oberin ernannt. Sie geriet in Streit mit der Bistumsleitung, als diese die Ordenssatzung ändern wollte.
Im Jahr 1877 zog sie mit mehreren Novizinnen nach Madrid, wo sie mit Hilfe des Kardinal-Erzbischofs von Toledo, Juan Ignacio Moreno y Maisanove, die Esclavas del Sagrado Corazón de Jesús gründete. Kennzeichen der neuen Kongregation waren die besondere Verehrung des Herzens Jesu und die immerwährende Anbetung des Altarsakramentes. Im aktiven Leben widmeten sich die Schwestern der Katechese, der Erziehung usw. Die Kongregation wurde am 29. Januar 1887 durch den Heiligen Stuhl approbiert. Am 4. November 1888 leistete Sr. Rafaela die ewige Profess.
Ihre leibliche Schwester Dolores war ihre Wegbegleiterin, auch als Nonne. Sie erhielt, bereits im Noviziat in Córdoba, den Ordensnamen Maria Pilar. Sie hatte die Verantwortung für die zeitlichen Güter der Kongregation, wurde aber wegen ihrer Inkompetenz kritisiert. Als Rafaela im Jahr 1893 von den anderen Ordensschwestern als Oberin abgesetzt wurde, erhielt Maria Pilar das Amt der Generaloberin. Rafaela lebte 32 Jahre als einfache Schwester.
Papst Pius XII. sprach sie am 18. Mai 1952 selig; Papst Paul VI. sprach sie am 13. Januar 1977 heilig. Ihr Gedenktag ist der 6. Januar. Reliquien befinden sich in der Kirche der Kongregation in Rom.